# Kurt Steinel
Kurt Steinel (* 3. Februar 1929 in Freiburg im Breisgau; † 10. September 2005 in Offenbach am Main) war ein deutscher Zeichner, Grafiker und Illustrator. Er war Rektor der Hochschule für Gestaltung Offenbach am Main.

## Leben und Werk
Steinel wuchs in einem kunstfreundlichen Elternhaus auf. Sein Vater war der Zeichner, Lithograf und Zeichenlehrer Julius Steinel (1890–1962). Sein Großvater war der Verwalter der Kunsthalle Baden-Baden. Kurt Steinel studierte von 1949 bis 1952 an der Freiburger Akademie der Bildenden Künste (heute Außenstelle der Staatlichen Akademie der Bildenden Künste Karlsruhe). Seine Lehrer waren vor allem Rudolf Dischinger (gegenständliches Zeichnen), Gottfried Meyer (figürliches Zeichnen) und Heinrich Wittmer (gegenständliches Zeichnen, Farblehre, Farbtechnik). Anschließend wechselte er nach Offenbach und beendete sein Studium an der dortigen Werkkunstschule (der späteren Hochschule für Gestaltung).
Ab 1958 wurde Steinel Leiter einer Fachklasse für figürliches Zeichnen. 1959 erschien sein erstes Buch „Und Gott schreibt auch auf krummen Linie gerade“. 1971 wurde er Professor für figürliches Zeichnen und Illustration an der Hochschule für Gestaltung in Offenbach, von 1974 bis 1998 war er, durch fünfmalige Wiederwahl, Rektor der Hochschule. In seine Amtszeit fielen unter anderem der Neubau der Räume für Bühnenbild und Fahrzeugdesign und der Bezug des Isenburger Schlosses.
1994 erhielt Steinel die Goethe-Plakette des Landes Hessen.
Bekannt wurde Steinel auch durch zahlreiche Ausstellungen, Publikationen, Buchillustrationen und illustrierte Mappenwerke mit Originalgrafik. Darüber hinaus war er Gründungsmitglied der Internationalen Senefeld-Stiftung und lange Jahre Juror bei der Verleihungen des Internationalen Senefelder-Preises. Steinel starb an den Folgen eines Herzinfarkts.

## Publikationen und Editionen
- Thomas Mann: Mario und der Zauberer. Ein tragisches Reiseerlebnis. Mit sieben Farbradierungen von Kurt Steinel. Vorwort von Elisabeth Mann Borgese. Nachwort von Hans Mayer. Antinous Presse, Unterreit, 1998
- Thomas Mann: Der Tod in Venedig. Einführendes Essay von Wolfgang Koeppen: Die Beschwörung der Liebe – Nachwort von Terence James Reed: Dichternöte – ein Spiel mit Leben und Tod.   Anhang: Textvarianten aus der früheren Fassung. Mit 8 signierten Original-Radierungen von Kurt Steinel. Antinous Presse, Unterreit, 1993.
- Johann Wolfgang von Goethe, Reineke Fuchs in 12 Gesängen, mit 20 Lithographien von Kurt Steinel. Kumm, Offenbach am Main, 1962.

- Und Gott schreibt auch auf krummen Linien grade. Burckhardthaus Verlag, Gelnhausen, 1968.
- Hanns Bernhart: Lexikon für Verliebte, mit Zeichnungen von Kurt Steinel. Bärmeier & Nikel, Frankfurt am Main, 1958.

## Ausstellungen
- 1987: Kurt Steinel: Aquarelle, Zeichnungen, Radierungen. Galerie Dr. Kristine Oevermann, Frankfurt am Main; anschließend Augustinermuseum, Freiburg im Breisgau
- 1994: Kurt Steinel: Zeichnungen und Druckgrafik. Frankfurter Kunstverein, Frankfurt am Main
- 2004: Kurt Steinel – Zum 75. Geburtstag. Deutsches Ledermuseum, Offenbach am Main
- 2005: Kurt Steinel, Zeichnungen in Bleistift, Pastell und Kohle, Radierungen aus den Jahren 1980–2005. Morat-Institut für Kunst und Kunstwissenschaft, Freiburg im Breisgau
- 2018: Kurt Steinel – Ein Künstlerleben. Haus der Stadtgeschichte, Offenbach am Main[2]